# (16666) Liroma
(16666) Liroma est un astéroïde de la ceinture principale.

## Description
(16666) Liroma est un astéroïde de la ceinture principale. Il fut découvert le 7 décembre 1993 à l'Observatoire Palomar par Carolyn S. Shoemaker. Il présente une orbite caractérisée par un demi-grand axe de 2,35 UA, une excentricité de 0,24 et une inclinaison de 23,1° par rapport à l'écliptique.

## Compléments